# WEC 24
WEC 24: Full Force foi um evento de artes marciais mistas ocorrido em 12 de outubro de 2006 no Tachi Palace Hotel & Casino em Lemoore, California.

## Background
O evento principal foi a luta pelo Cinturão Peso Leve do WEC entre o campeão Hermes França e o desafiante Nate Diaz.
Esse evento foi o último do WEC antes de ser comprado pela Zuffa, LLC, companhia que gerencia o Ultimate Fighting Championship. Também foi o último card a contar com lutas na divisão dos pesados, que foi fechado (junto com a categoria dos super-pesados) após a Zuffa comprar a organização.

## Resultados
- Luta de Peso Meio Pesado:  Patrick Kaase vs.  Jarrod Kwitty

Kaase derrotou Kwitty por Nocaute Técnico (golpes) aos 2:30 do segundo round.
- Luta de Peso Meio Médio:  Dave Terrel vs.  Mike Moreno

Terrel derrotou Moreno por Decisão Unânime.
- Luta de Peso Meio Pesado:  Justin Levens vs.  Justin Hawes

Levens derrotou Hawes por Nocaute Técnico (golpes) aos 1:28 do primeiro round.
- Luta de Peso Meio Pesado:  Glover Teixeira vs.  Rameau Thierry Sokoudjou

Teixeira derrotou Sokoudjou por Nocaute (golpes) aos 1:41 do primeiro round.
- Luta de Peso Leve:  Poppies Martinez vs.  Robert Breslin

Martinez derrotou Breslin por Finalização (guilhotina) aos 0:52 do primeiro round.
- Luta de Peso Pesado:  Justin Eilers vs.  Josh Diekman

Eilers derrotou Diekman por Nocaute Técnico (golpes) aos 2:29 do primeiro round.
- Luta de Peso Leve:  John Polakowski vs.  Olaf Alfonso

Polakowski derrotou Alfonso por Decisão Dividida.
- Luta de Peso Meio Pesado:  Terry Martin vs.  Keith Berry

Martin derrotou Berry por Nocaute Técnico (golpes) aos 2:52 do primeiro round.
- Luta pelo Cinturão Peso Leve do WEC:  Hermes França vs.  Nate Diaz

Franca defendeu seu título com sucesso e derrotou Diaz por Finalização (chave de braço) aos 2:46 do segundo round.